# 屏東縣私立日新高級工商職業學校
屏東縣私立日新高級工商職業學校是一所位於屏東縣潮州鎮的私立高級工業職業學校。簡稱為日新高級工商。創校於1969年。

## 沿革
該校創立於1969年10月，主要培養工商業技術人才。
首任校長蔡平群先生。
初期設立機工、電子、商科共四班，隔年增設高級進修補習學校，招收高級部機工、電子、商科及中級部機工、商科學生等。
1971年職校增電工、汽車兩科及補校汽車修護科，1974年增設會計統計科、國際貿易事務科等。
該校亦曾設置觀光事業科、廣告設計科、不動產事務科等。
2022年停招。

## 組織
- 日間部	
  - 汽車科
  - 資料處理科
  - 餐飲管理科
  - 餐飲管理科(建教班)[3]
- 實用技能學程
  - 餐飲技術科
  - 汽車技術科
- 綜合職能班[4]

## 外部連結
- 日新工商 （页面存档备份，存于）（繁體中文）